# Grillon mormon
Anabrus simplex · Sauterelle mormone
Espèce

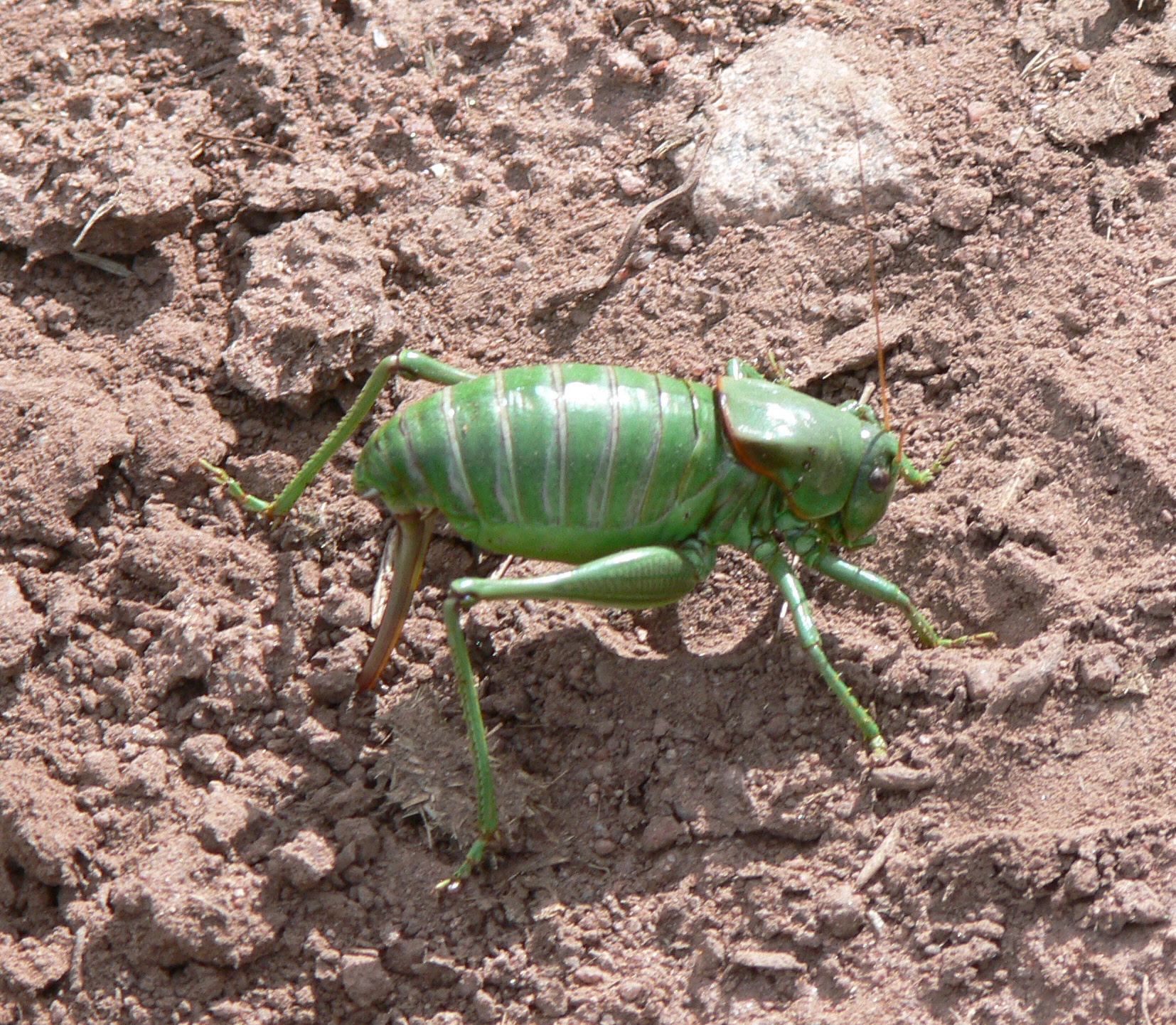
Anabrus simplex forme verte de la femelle, pondant dans le sol.

Le Grillon mormon ou la Sauterelle mormone (Anabrus simplex) est une espèce de grands insectes de la famille des Tettigoniidae. Cette espèce est originaire de l'ouest de l'Amérique du Nord. Son nom commun, « grillon mormon », est un terme impropre, les vrais grillons étant de la famille des Gryllidae.
Le grillon mormon tire son nom commun du rôle prédominant qu'il a joué dans le miracle des goélands, après que les colons mormons de l'Utah soient tombés sur eux en poussant vers l'ouest.
Bien qu'il ne vole pas, le cricket mormon peut parcourir jusqu'à deux kilomètres chaque jour lors de sa phase d'essaimage, au cours de laquelle il peut porter des dommages sérieux aux cultures et parfois un danger pour la circulation.

## Description
Les grillons mormons peuvent atteindre jusqu'à 8 cm de longueur. La couleur des individus varie : généralement elle peut être noire, brune, rouge, violette ou verte. Le pronotum, le « bouclier » dorsal au-dessus du prothorax, recouvre les ailes vestigiales ; chez certains spécimens, des marques colorées sont présentes. L'abdomen peut avoir un aspect rayé. Comme beaucoup de Tettigoniidae, les femelles ont un long oviscapte, qu'il ne faut pas confondre avec un dard.
Comme caractéristique commune de Tettigoniidae, les antennes sont longues et filamenteuses. Elles sont en général plus longues que la tête et le corps (mis bout-à-bout), bien que l'oviscapte s'étende au-delà des extrémités des antennes.
Comme c'est également le cas chez les criquets en essaim, des fortes densités de population de grillons mormons en phase d'essaimage leur font subir des changements de morphologie et de coloration : solitaria, les individus en phase solitaire, ont une coloration généralement verte ou violette, tandis que les individus en phase d'essaimage, gregaria, sont souvent noirs, marron ou rouge.

## Cycle de vie

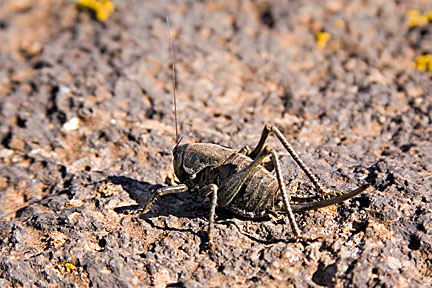
Anabrus simplex (Utah, octobre 2005).

Les œufs du cricket mormon éclosent principalement au printemps après leur ponte, bien que dans certaines régions les œufs puissent mettre aussi longtemps cinq ans à éclore. L'éclosion commence lorsque la température du sol atteint 4 °C. Les nymphes passent au travers de sept stades avant d'atteindre le stade adulte, ce qui prend généralement entre 60 et 90 jours.
La reproduction commence dans les 10 à 14 jours après avoir atteint leur stade adulte. Le mâle transmet à la femelle un gros spermatophore qui peut représenter jusqu'à 27% de son poids corporel. Le spermatophore est principalement constitué de nourriture pour la femelle, mais contient également du sperme pour féconder ses œufs. Ce cadeau nuptial amène les femelles en phase d'essaimage à se disputer les mâles, un comportement que l'on ne voit pas chez les femelles en phase solitaire.
La femelle pond ses œufs profondément en enfonçant son long oviscapte dans le sol. Chaque femelle peut pondre plus d'une centaine d'œufs et chaque œuf a l'apparence d'un grain de riz de couleur grise à violacée.
Le grillon mormon existe dans des populations d'une densité relativement faible dans la majeure partie de son aire de répartition. À certains moments et certains endroits, des explosions de population ou des infestations se produisent dans lesquelles un grand nombre de grillons forment des essaims itinérants. Ces essaim peuvent comprendre des millions d'individus et où la densité peut aller jusqu'à cent grillons par mètre carré. Ces infestations peuvent durer des années voire des décennies et se caractérisent par une augmentation progressive puis une diminution de la population. Les facteurs qui déclenchent ces infestations sont très mal compris, mais on pense qu'ils sont liés aux conditions météorologiques.
Des recherches publiées en 2006 montrent que les grillons mormons se déplacent dans ces bandes migratoires, pour trouver de nouvelles sources de nutriments essentiels de protéines et de sel et pour éviter d'être mangés par des grillons affamés s'approchant par l'arrière. Le comportement cannibale du grillon mormon peut conduire à un comportement d'essaim car les grillons peuvent avoir besoin d'avancer constamment pour éviter les attaques par derrière,.
Lorsqu'une grande bande traverse une route, elle peut créer un réel danger pour la sécurité des usagers, d'une part en les distrayant, d'autre part en rendant la surface de la route glissante. Les grillons peuvent aussi causer des ravages aux récoltes.

## Régime alimentaire
Le grillon mormon montre une préférence marquée pour les phorbes, mais il consomme également des graminées et arbustes tels que de l'armoise. Les grillons mormons mangent également des insectes, y compris d'autres grillons mormons : en particulier des individus qui ont été tués ou blessés par des véhicules ou insecticides. Le comportement cannibale peut être le résultat d'une carence en protéines et en sel. Le comportement d'essaimage peut à son tour être une stratégie pour éviter la prédation venant d'autres grillons mormons. Un journal documentant un voyage de 1846 le long de l'Oregon Trail décrit une rencontre avec les grillons et note leur comportement cannibale : 
Le sol, sur une bande d'environ deux à trois kilomètres, était couvert de grillons noirs de grande taille. J'en ai vu qui avaient environ huit centimètres de longueur et mesuraient environ deux centimètres de diamètre ; mais la taille commune était de cinq centimètres de longueur et d'un d'environ un centimètre et demi de diamètre ; leurs pattes étaient grandes en proportion de la taille de leur corps. Certains chantaient sur des tiges de sauge sauvage ; d'autres rampant dans tous les sens. Nos équipes ont fait de grands ravages parmi eux ; ils étaient si nombreux que nous les écrasions à chaque pas. Dès qu'un était tué, d'autres d'entre eux se posaient dessus et le dévoraient.

## Contrôle

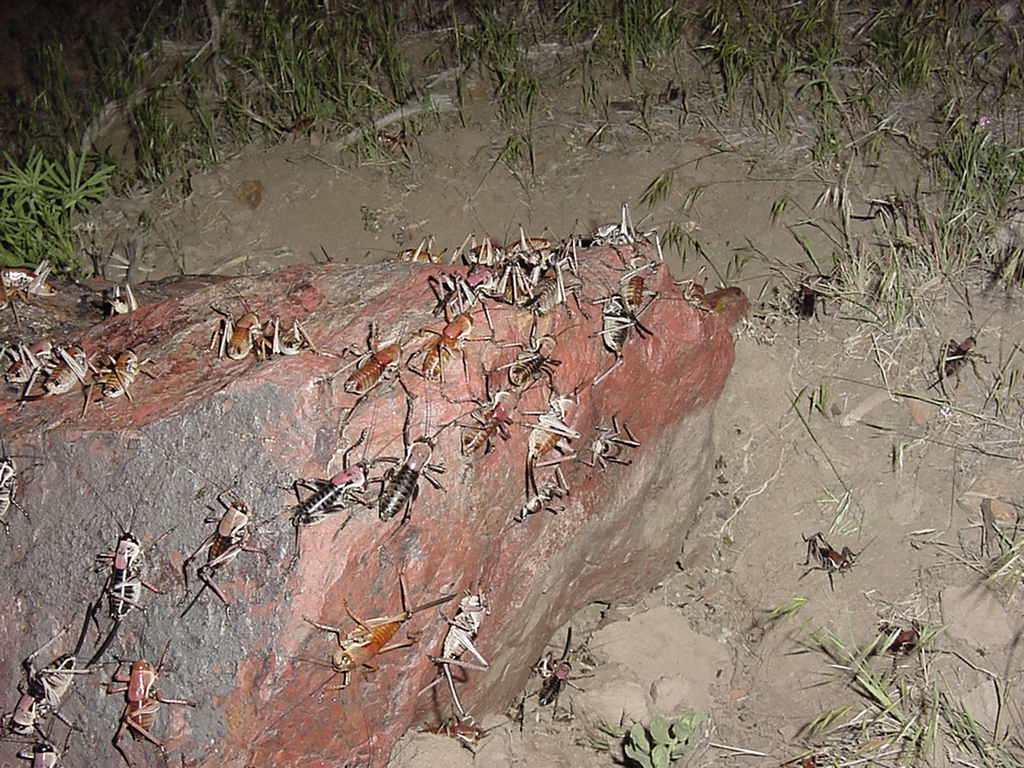
Essaim multicolore au Nevada, 2002.

Les grillons mormons sont chassés par une grande variété d'oiseaux et de mammifères. Ces prédateurs comprennent les goélands de Californie, les corbeaux, les coyotes et divers rongeurs. Il n'y a pas de prédateurs spécialisés sur les grillons mormons, cela peut s'expliquer par les habitudes migratoires du grillon et les fortes fluctuations de population. Gordius robustus, une espèce de ver de crin, est un parasite du cricket mormon, tout comme Ooencyrtus anabrivorus.
La méthode de contrôle chimique la plus couramment utilisée est l'appât au carbaryl (généralement vendu sous le nom de « Sevin Dust »). Cet appât tue à la fois les grillons mormons qui mangent l'appât et les grillons qui mangent les grillons qui ont mangé l'appât. Les insecticides appliqués directement sur les cultures peuvent tuer les insectes, mais en raison de la grande taille des essaims, cette méthode n'empêche généralement pas la récolte d'être détruite.
Puisque les grillons mormons sont incapables de voler, les barrières physiques peuvent être efficaces. Les barrières doivent mesurer au moins 60 cm de haut et être faites d'un matériau lisse. Les habitants de certaines petites villes ont utilisé des radio-cassettes et des enceintes jouant du hard rock pour tenter de détourner les essaims en mouvement loin des cultures et des maisons.
Une autre méthode de lutte contre les grillons mormons consiste à utiliser un biopesticide à base du champignon Nosema locustae. C'est un microbe dont les spores tuent les orthoptères en faisant dysfonctionner avec le système digestif. Selon l'Agence de protection de l’environnement des États-Unis, son utilisation n'a aucun effet néfaste sur l'homme et l'environnement.

## Historique
Les grillons mormons apparaissent dans certains régimes alimentaires traditionnels des Amérindiens,.
En 2003, des responsables de l'Utah, de l'Idaho et du Nevada ont déclaré que l'infestation de cette année-là pourrait être la pire de l'histoire récente.

## Systématique
Le nom valide complet (avec auteur) de ce taxon est Anabrus simplex Haldeman, 1852.
Ce taxon porte en français le nom vernaculaire ou normalisé suivant : Sauterelle mormone,.
Anabrus simplex a pour synonymes :
- Anabrus coloradus Thomas, 1872
- Anabrus maculatus Caudell, 1907
- Anabrus nigra Caudell, 1907
- Anabrus purpurascens Uhler, 1864
- Anabrus similis Scudder, 1872
- Anabrus simplex maculatus Caudell, 1907